# Stadsblad Utrecht
Het Stadsblad Utrecht was een Nederlands huis-aan-huisblad dat elke woensdag werd verspreid in de stad Utrecht en omliggende plaatsen.

## Geschiedenis
Het blad werd rond 1955 opgericht door de heer P.S.M. de Bruin, die eigenaar, directeur en hoofdredacteur was.
De krant en zijn oprichter haalden in de beginjaren enige malen de landelijke pers met opmerkelijke initiatieven en incidenten:
- In 1961 was de krant van plan een kunstprijs in te stellen, de Jan van Scorel-prijs. Dit werd echter afgeblazen toen bleek dat de Nederlandse Federatie van Beroepsverenigingen van Kunstenaars zich niet kon verenigen met de regeling waarbij de geldprijs van 1000 gulden tevens de aankoopprijs voor het winnende werk was, dat dan eigendom zou worden van de directie van de krant.[2][3]
- In 1965 kwam De Bruin met het plan voor een nieuw landelijk dagblad, Lunch geheten, dat rond het middaguur in de vier grote steden aan de straat verkocht zou worden en een soort boulevardkrant moest worden. De beoogde drukkerij Lumax, onderdeel van het Nederlands Katholiek Vakverbond, wilde het blad echter niet drukken: Lumax kon zich niet verenigen met de gegeven motivatie voor de nieuwe krant, die nogal kritisch was op de inhoud van de bestaande dagbladen.[4] De verschijning werd opgeschort en enige maanden later definitief afgeblazen.[5]
- In 1970 ontstond een ernstig conflict tussen De Bruin en enkele ontslagen medewerkers van de Stadskrant.[6] Daarbij zou een ex-medewerker zelfs hebben gedreigd een reclamevliegtuigje uit de lucht te schieten dat door een zoon van De Bruin zou worden bestuurd.[7]
- In 1971 kwam De Bruin met een ander idee voor een nieuwe boulevardkrant, die Midi moest gaan heten. Een van de aanleidingen hiervoor was het verdwijnen van de Utrechtse krant Het Centrum: De Bruin zei er niet gelukkig mee te zijn dat er in Utrecht dan nog maar één dagblad zou zijn,[8] en hoopte ex-abonnees van Het Centrum voor zijn nieuwe uitgave te kunnen werven.[9] De Utrechtse Muurkrant keerde zich fel tegen deze nieuwe krant, onder meer door De Bruin te beschuldigen van een besmet oorlogsverleden en nazi-sympathieën.[10][11][12] Mede door dergelijke acties werd Midi geen succes. Binnen een maand werd de uitgave opgeschort,[13] en de krant keerde ook niet meer terug.

In 1972 werd het Stadsblad verkocht aan Wegener. Vanaf dat moment werd de exploitatie door Wegener verzorgd, en de druk door de Nederlandse Dagblad Unie. Het blad verscheen op dat moment tweemaal per week, en de oplage bedroeg ca. 170.000.
Eind 2019 spande de uitgever van het Stadsblad, DPG Media, een kort geding aan tegen de gemeente Utrecht. De gemeente was van plan een opt-in-regeling in te stellen voor het ontvangen van huis-aan-huisbladen: alleen bij woningen met een 'ja-sticker' zouden nog huis-aan-huisbladen mogen worden bezorgd. In eerste aanleg werd de gemeente in het gelijk gesteld. Bij het door DPG ingestelde hoger beroep werd echter bepaald dat de gemeente deze regeling voorlopig niet mag hanteren jegens het Stadsblad Utrecht, totdat er een uitspraak in de bodemprocedure is gedaan. De Hoge Raad verwierp de cassatieklacht van de gemeente tegen dit arrest in 2021.
In 2021 hield het blad op te bestaan, nadat het was overgenomen door Rodi Media.
Het blad werd bezorgd onder andere in de plaatsen: Loenen aan de Vecht, Breukelen, De Bilt, De Meern, Groenekan, Haarzuilens, Houten, Kockengen, Leidsche Rijn, Maarssen, Nieuwegein, Nieuwer Ter Aa, Nieuwersluis, Oud-Zuilen, Vleuten, Westbroek, Tienhoven en Utrecht.